# Stregna
Stregna (sloveno Srednje) là một đô thị ở tỉnh Udine trong vùng Friuli-Venezia Giulia thuộc Ý, có cự ly khoảng 60 km về phía tây bắc của Trieste và khoảng 30 km về phía đông bắc của Udine, tại biên giới với Slovenia. Tại thời điểm ngày 31 tháng 12 năm 2004, đô thị này có dân số 434 người và diện tích là 19,7 km². 
Stregna giáp các đô thị: Kanal ob Soči (Slovenia), Grimacco, Prepotto, San Leonardo.